# Chiesa di San Bernardino da Siena (Amantea)
La chiesa di San Bernardino da Siena è un luogo di culto cattolico del comune italiano di Amantea, in provincia di Cosenza in Calabria. È situata a 34 metri sul livello del mare, nell'omonima via della cittadina tirrenica.
La chiesa, risalente alla prima metà del Quattrocento e dichiarata monumento nazionale, è affiancata da un altro luogo di culto più piccolo un tempo sede dell'arciconfraternita dell'Immacolata Concezione, l'oratorio dei Nobili, e dal convento dei frati minori osservanti, fondato nel 1436 e nuovamente occupato dai frati a partire dal 1995, dopo la loro ultima partenza dall'edificio avvenuta nel 1861.

## Storia

### La fondazione: Quattrocento e Cinquecento
La fondazione del convento amanteota dei frati minori osservanti in contrada Rota fu autorizzata da papa Eugenio IV con il Breve apostolico dato in Bologna il 24 settembre 1436: probabilmente il papa si interessò della questione, di carattere meramente locale, grazie all'intervento del suo cameriere privato, il nobile amanteota Giovanni Cozza. I minori osservanti si erano già installati in altre località della Calabria, dove l'ordine era stato portato dal beato Tommaso Bellacci da Firenze: a Tropea e Cosenza nel 1421, a Mesoraca nel 1428, a Reggio Calabria nel 1431, a Cinquefrondi nello stesso 1436 di Amantea.
In tutti questi casi, i minori osservanti avevano occupato luoghi di culto abbandonati da altri ordini religiosi: ciò avvenne probabilmente anche ad Amantea. Infatti il Breve apostolico firmato da Eugenio IV parla, come notato dallo studioso Francesco Samà, di una "licentia acceptandi" ("permesso di accettare") il convento, ovvero un convento probabilmente già esisteva e non bisognava costruirlo, poiché l'Università ed i cittadini di Amantea avevano offerto quei locali abbandonati agli osservanti. Inoltre, la vecchia campana della chiesa, conservata attualmente nel chiostro del convento, riporta un'iscrizione che data la prima fusione della stessa al 1404. Infine, lo studioso Alessandro Tedesco ha individuato in un atto notarile riguardante la realizzazione del dittico marmoreo per l'oratorio dei Nobili, datato 1491, la testimonianza che circa sessant'anni dopo l'installazione degli osservanti nel convento e la conseguente intitolazione della chiesa a san Bernardino da Siena, la popolazione continuava a chiamare la chiesa con l'antica denominazione di "monasterium Sancti Francisci de Amantea". Da tutto ciò, si deduce che i primi occupanti del convento erano stati alcuni frati minori conventuali che avevano abbandonato il convento francescano sito nel quartiere Catocastro ai piedi del castello di Amantea presso la chiesa di San Francesco d'Assisi, oggi in rovina.
Nel Quattrocento il convento fu oggetto di alcune visite illustri: infatti vi soggiornarono san Francesco di Paola, il minore osservante cosentino padre Antonio Scozzetta, morto ad Amantea in odor di santità, il vicario generale dei minori osservanti Pietro di Napoli ed il duca di Calabria Alfonso II di Napoli.
Nel 1581 venne fondata l'arciconfraternita dell'Immacolata Concezione, una confraternita riservata ai soli nobili della città: i ceti più bassi ed i marinai, invece, si radunavano nella confraternita del Santissimo Rosario. L'arciconfraternita dell'Immacolata Concezione scelse come propria sede la chiesa di San Bernardino, ed a partire dal 1592 iniziò la costruzione dell'oratorio dei Nobili. Questo oratorio fu realizzato nel sito della cappella di giuspatronato della famiglia Cavallo, di recente imparentatasi con un'altra nobile famiglia amanteota, i Baldacchini, attraverso il matrimonio tra Giacomo Cavallo e Prudenza Baldacchini: furono proprio questi coniugi a commissionare, nel 1608, il proprio sepolcro da collocare nell'oratorio allo scultore messinese Pietro Barbalonga. Il Barbalonga fu richiamato all'oratorio dei Nobili nel 1619, quando il primo rettore dell'arciconfraternita, il nobile amanteota Fabrizio Mirabelli, gli commissionò il sepolcro di famiglia.

### Seicento e Settecento: tra terremoti e restauri
Il terremoto del 1638 danneggiò gravemente la chiesa, determinando il crollo del campanile, che fu in seguito a più riprese ricostruito e danneggiato da altri terremoti. Dopo la peste del 1656, l'arciconfraternita dell'Immacolata Concezione intraprese nuovi lavori nell'oratorio dei Nobili, ed i minori osservanti incominciarono a vendere lo spazio per singole sepolture o fosse familiari sotto il pavimento della chiesa, allo scopo evidente di "fare cassa" per il mantenimento del convento. Tra gli altri personaggi che furono sepolti nella chiesa ci furono il governatore di Amantea Giacinto Santucci († 1664), i castellani Antonio Spiriti († 1769), Pasquale Gabriele († 1787), Giuseppe Poerio († 1801), il soldato Casimiro Belluomo († 1785), il medico Ignazio de Fazio ed i suoi eredi e successori (dietro pagamento di un canone annuo di 10 carlini come stabilito nel 1672), il sacerdote Giovanni Battista Posa (dietro pagamento di 8 ducati come stabilito nel 1676), il nobile amanteota vescovo di Termoli Antonio Mirabelli († 1688).
Il terremoto del 1783 danneggiò gravemente la chiesa facendo crollare il campanile, ricostruito dopo il precedente sisma del 1638, e parte del portico d'ingresso.
Durante l'assedio di Amantea del 1806-1807 ad opera dell'esercito francese comandato dai generali Guillaume Philibert Duhesme, Jean Reynier e Jean Antoine Verdier, gli assedianti si accamparono presso San Bernardino, sito fuori le mura cittadine, bombardando da questa piazza il castello di Amantea, che capitolò solo il 7 febbraio 1807, dopo due mesi di assedio.
Il convento, saccheggiato dai soldati francesi e svuotato dei frati, fu chiuso ufficialmente il 7 agosto 1809, dopo l'approvazione delle leggi eversive dei beni ecclesiastici nel Regno di Napoli. La proprietà dell'immobile passò al demanio, che affittò la chiesa ed il convento al nobile amanteota Giulio Sacchi il 5 settembre 1812, dietro pagamento del canone annuo di 42.97 ducati (ma il valore stimato del complesso ammontava a quasi 5000 ducati). Il Sacchi trasformò il convento nel proprio palazzo anche se ben presto, dopo la sconfitta di Napoleone Bonaparte, il congresso di Vienna, la fucilazione di Gioacchino Murat a Pizzo Calabro il 13 ottobre 1815 ed il ritorno di Ferdinando II di Borbone a Napoli, i frati minori osservanti tornarono in possesso del convento, ma solo per cedere la proprietà dello stabile e della chiesa alla diocesi di Tropea, che chiamò ad occuparlo la Congregazione del Santissimo Redentore, comunemente chiamata dei "redentoristi" o "liguorini": questi occuparono il convento l'11 febbraio 1833.

### L'abbandono ed il ripristino: dall'Ottocento al Duemila

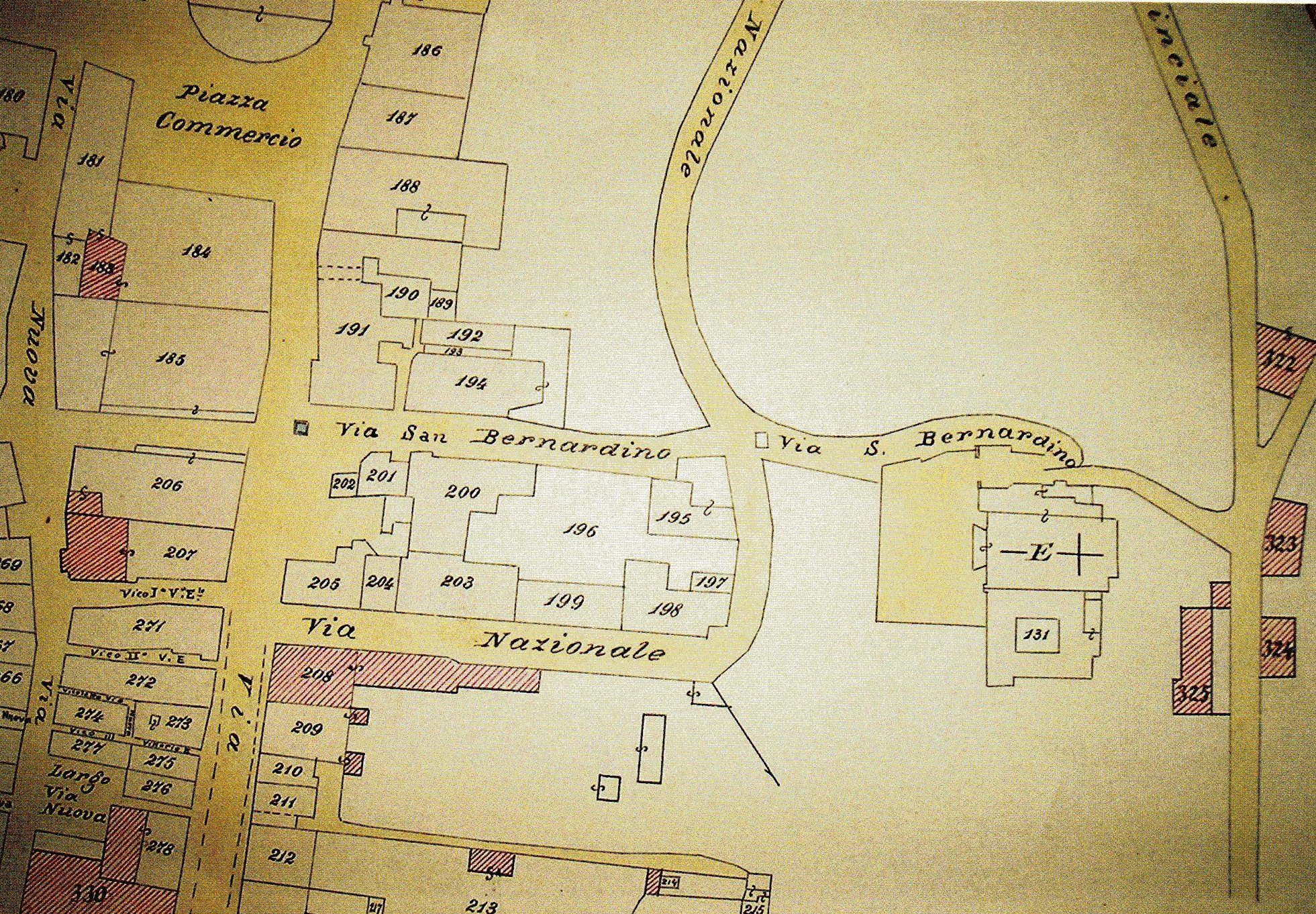
San Bernardino in una mappa catastale del 1914 realizzata su rilievi del 1904: da notare che il convento era collocato ai margini dell'abitato, in un'area all'epoca tanto deserta quanto oggi è intensamente popolata.

I "liguorini" non furono ben accetti dalla popolazione amanteota, anche perché non erano in condizione di abitare stabilmente il convento, anche perché l'edificio era ormai in via di crollo: nel 1843 iniziò addirittura una controversia tra i religiosi ed il Decurionato di Amantea in merito ad un corso d'acqua a carattere torrentizio che, a causa dell'inadempienza dell'amministrazione, aveva invaso le terre dei religiosi. Così già nel 1842 l'arciconfraternita dell'Immacolata Concezione manifestò il desiderio di acquistare il convento per destinarlo nuovamente a residenza dei frati minori osservanti, desiderio messo in atto solo nel 1847: del resto già gli stessi "liguorini" nel 1845 convennero che era meglio riaprire il convento dei minori osservanti, data la loro impossibilità a presidiare il convento ed il danno che ne riceveva la comunità cristiana amanteota.
Nel 1851-1852 erano stati eseguiti dall'arciconfraternita alcuni necessari lavori di restauro alla chiesa, per un costo totale di 1366 ducati, e nel 1854 alcuni locali del convento furono affittati a famiglie private, mentre gran parte del fabbricato rimaneva in restauro. Nell'Ottocento venne anche costruito un auditorium sopra la navata sinistra, ad uso di sala di riunione e luogo di concerti. Ferdinando II di Borbone autorizzò la riapertura del convento dei frati minori osservanti il 10 agosto 1855, ed il 7 novembre di quello stesso anno venne siglato l'atto notarile che prevedeva che l'arciconfraternita dell'Immacolata Concezione versasse per l'affitto del convento e della chiesa 25 ducati ai "liguorini" e che gli osservanti versassero la stessa somma all'arciconfraternita.
Il convento venne definitivamente chiuso dopo l'Unità d'Italia in conseguenza del regio decreto legge eversivo dei beni ecclesiastici emanato il 12 febbraio 1861. Sebbene nel 1862 il prefetto di Cosenza avesse autorizzato i frati a rientrare a San Bernardino, essi non accolsero l'invito, probabilmente per scarsezza di individui, come era accaduto anche in altri conventi della provincia. L'edificio tornò proprietà del demanio, e fu danneggiato dal terremoto del 1905, il sisma che ebbe epicentro presso il Monte Poro nell'attuale provincia di Vibo Valentia in occasione del quale si è registrato il più alto valore strumentale della magnitudo mai riscontrato in Italia: a San Bernardino i danni si limitarono al crollo della sommità del campanile e del tetto della prima campata della chiesa.
L'attuale aspetto della chiesa è in larga parte dovuto agli interventi diretti da Gilberto Martelli nel 1953, che previdero il ripristino dell'antica ed essenziale architettura gotica a scapito degli altari marmorei barocchi posti nelle cappelle laterali, ed all'esterno la risistemazione del portico d'ingresso.
Questi interventi furono consolidati e rinnovati dagli ultimi restauri subiti dalla chiesa, all'inizio degli anno novanta, con la ripavimentazione dell'intero complesso in mattonelle quadrate di terracotta e la realizzazione degli impianti elettrici e d'illuminazione. Nel 1995 infatti i frati minori osservanti tornarono ad Amantea, dopo oltre un secolo di assenza.
Se la chiesa, dipendente dalla parrocchia della collegiata di San Biagio, fu sempre officiata, nonostante le cattive condizioni del campanile e le copiose infiltrazioni d'acqua nella parete sud, il convento fu adibito a diversi usi: prima sede di alcuni uffici comunali, dell'archivio comunale e scuola secondaria di primo grado, poi centro di igiene mentale ed in seguito sede dell'azienda sanitaria locale, solo dopo i summenzionati lavoro dei primi anni novanta è stato ripristinato ed adibito alla sua funzione originaria.

## Descrizione

### La chiesa

#### Il portico d'ingresso

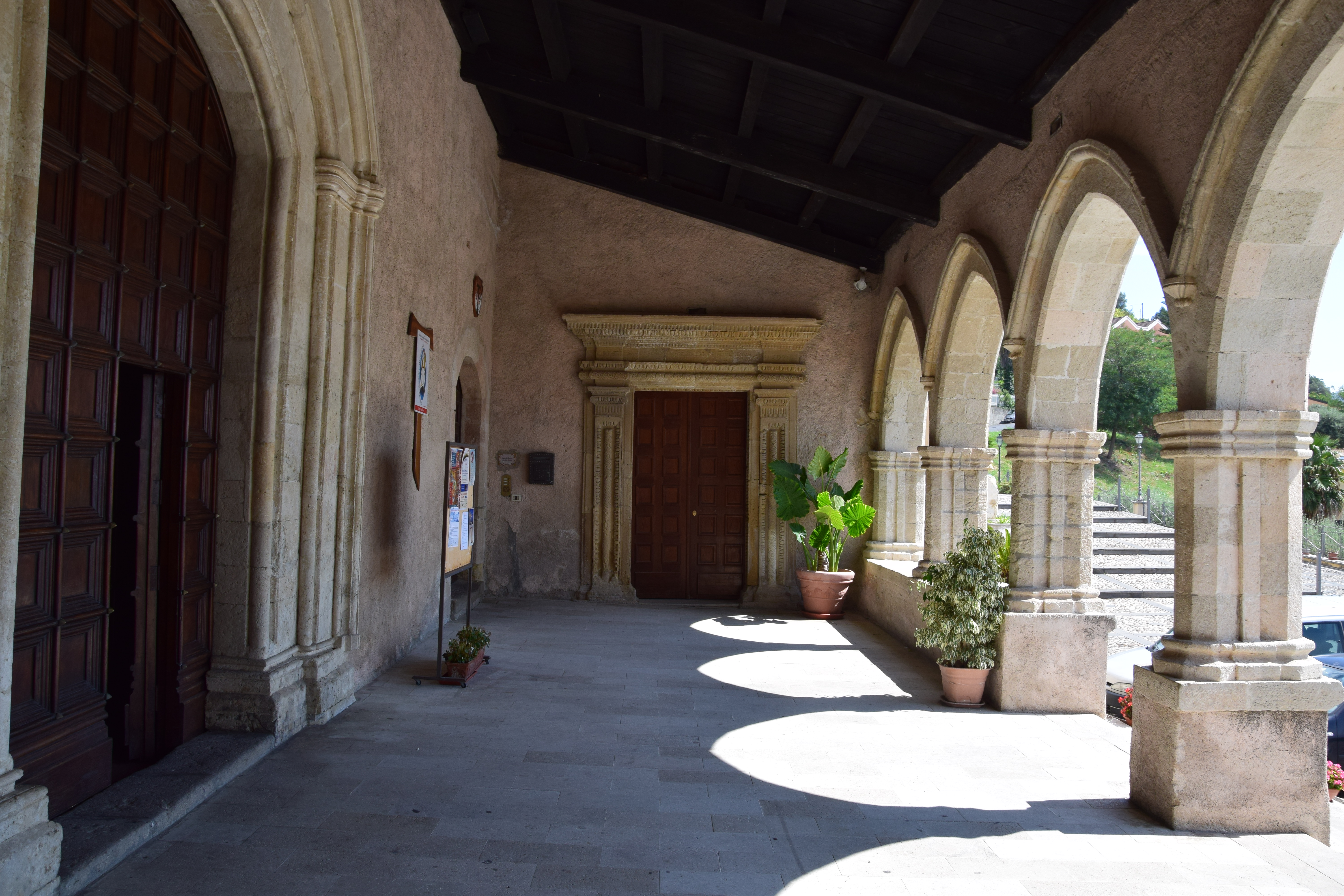
L'interno del portico d'ingresso.

Il portico d'ingresso della chiesa è inquadrato tra il campanile e l'angolo nord-ovest del convento, quella che ospita l'oratorio dei Nobili: è sopraelevato di due metri dal suolo, e vi si accede attraverso una scalinata che tende a restringersi verso l'alto. Gli interventi del 1953 hanno riportato il portico al suo originario aspetto quattrocentesco, con le cinque arcate ogivali sorrette da pilastri poligonali binati con capitelli a goccia montati su alti plinti, il tutto in arenaria locale: dopo il terremoto del 1783 infatti l'arcata centrale, quella d'accesso al portico, era stata trasformata a tutto sesto a mo' di serliana, con il beneficio che si rendeva visibile il portale d'ingresso della chiesa ma l'aspetto negativo di sconvolgere l'architettura del portico. In origine il portico era aperto su due lati, ma dopo il terremoto del 1638 lo spostamento del campanile impose la chiusura delle due arcate ogivali poste verso nord: gli interventi degli anni novanta hanno posto in luce i resti di queste arcate nella base della parete sud del campanile.
Disassato rispetto alle arcate del portico si apre il portale d'ingresso in travertino della chiesa, che presenta un ampio arco ribassato, forse di ispirazione catalana, "delineato da esili cordoli a fascio intervallati da zone lisce". Altri portali che si affacciano sul portico sono quello della torre campanaria, un arco a tutto sesto di modesta architettura, quello del convento, un altro arco ribassato di modesta architettura realizzato parzialmente con elementi di restauro, e quello dell'oratorio dei Nobili: questo portale in arenaria è invece un significativo esempio di architettura tardo rinascimentale. Esso si presenta infatti con un architrave incorniciato da paraste di ordine ionico decorate con un motivo ad ovoli o "kyma ionici", il tutto a sorreggere un'alta trabeazione: la data di realizzazione del portale, leggibile sulla rovinata iscrizione posta al centro della trabeazione, è il 1592.

#### La facciata

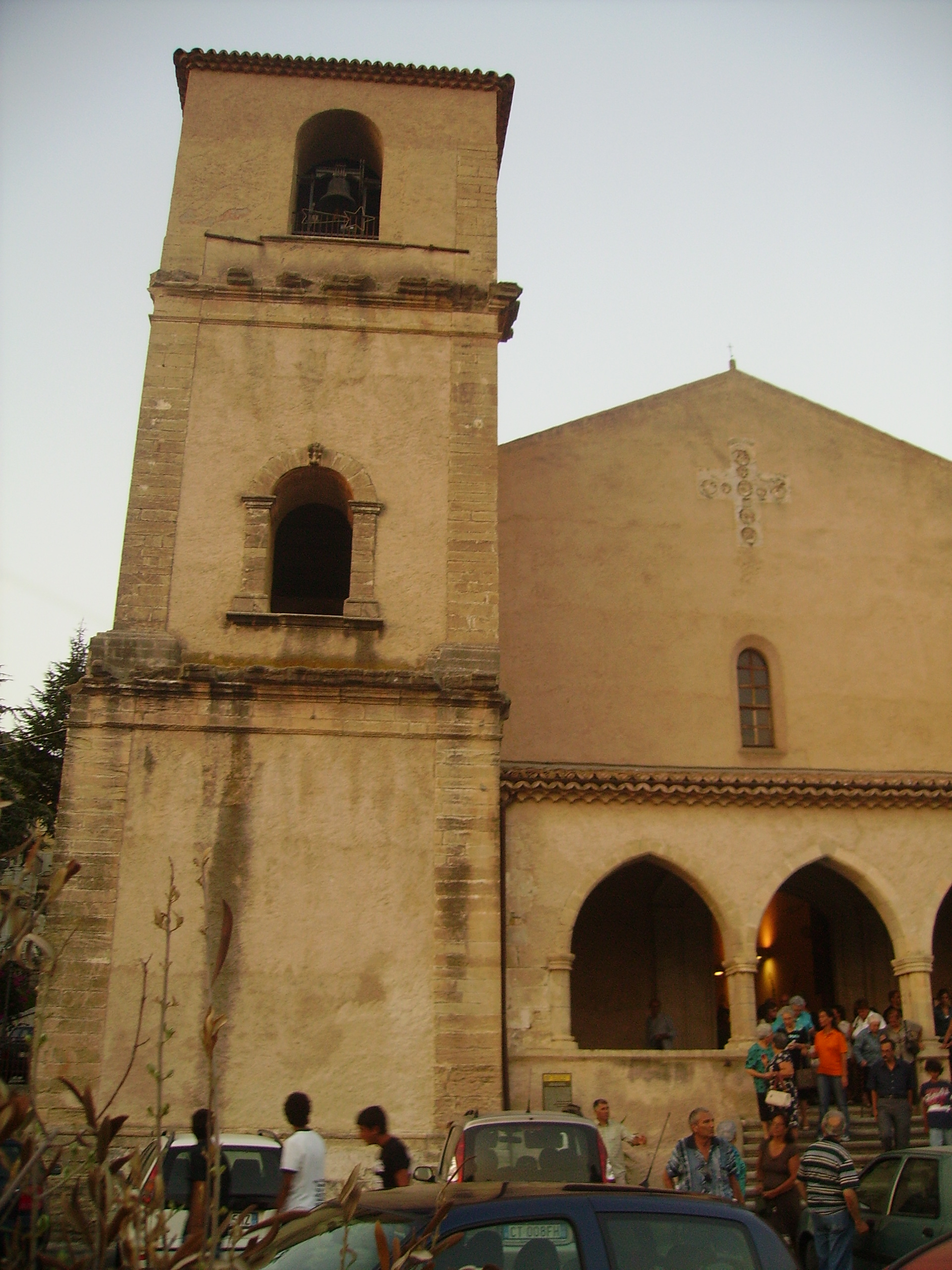
Il campanile e parte della facciata (agosto 2007): da notare gli incavi dei dieci bacini di ceramica rimossi nel 1984 ed ora reinseriti al loro posto dopo il restauro.

Le essenziali linee della facciata a capanna della chiesa si elevano alle spalle del portico d'ingresso: al centro si apre una piccola monofora a sesto acuto, sovrastata dagli incavi nei quali fino al 1984 si trovavano dieci bacini ceramici disposti singolarmente a forma di croce latina. L'uso di inserire asimmetricamente pezzi ceramici o marmorei colorati nelle murature per "spezzare" la monotonia della parete a tinta unita è attestato in molte costruzioni medioevali, come il quattrocentesco palazzo Ghisilardi Fava a Bologna o il campanile romanico della chiesa di San Pietro ad Albano Laziale: quello di San Bernardino ad Amantea è tuttavia l'unico esempio quattrocentesco di questa pratica riscontrato nell'Italia meridionale. Le ceramiche amanteote sono da attribuire alla fabbrica di ceramiche spagnola di Manises, presso Valencia, che nel Quattrocento era il principale centro di produzione ed esportazione di ceramiche ispano-moresche. I bacini ceramici, sopravvissuti ai terremoti ed alle intemperie, furono rimossi dalla Soprintendenza Archeologica della Calabria il 5 aprile 1984, trasportati al Museo Archeologico Nazionale di Reggio Calabria e restituiti alla città di Amantea solo nel 2005: oggi sono custoditi nel convento dei frati minori osservanti. Prima della collocazione dei piatti, era stata dipinta sull'intonaco una grande croce della quale erano visibili tracce ancora negli anni trenta quando Alfonso Frangipane salì a visionare i bacini ceramici. Ad oggi dei bacini ceramici ne sono stati costruiti delle copie e poi inseriti all'inizio di gennaio del 2018.

#### Il campanile

Pianta del complesso monumentale di San Bernardino.

Si ignora l'aspetto del campanile quattrocentesco, che andò completamente distrutto in seguito al terremoto del 1638. Nella successiva ricostruzione il campanile venne spostato sul lato settentrionale del portico d'ingresso. Dopo il terremoto del 1783 fu aggiunta alla sommità una cupoletta e i tre livelli vennero distinti con l'aggiunta di cornicioni sporgenti. La cupoletta, parzialmente crollata in occasione del terremoto del 1905, venne sostituita da un tetto a terrazza. La sommità del campanile si degradò rapidamente e alla fine degli anni settanta gran parte del terzo livello era scomparso, compreso l'orologio inserito nella finestra ad arco del terzo livello e visibile in alcune fotografie degli anni trenta. Il campanile ha assunto l'aspetto attuale, con la ricostruzione incompleta del terzo livello, con i lavori degli anni novanta.
La vecchia campana di bronzo è oggi conservata nel chiostro del convento: un'iscrizione leggibile su di essa riferisce che fu fusa la prima volta nel 1404, dunque prima dell'arrivo dei frati minori osservanti e della costruzione della chiesa come la conosciamo noi, poi fu rifusa nel 1500 e quindi nel 1861.

#### L'interno

##### La navata centrale

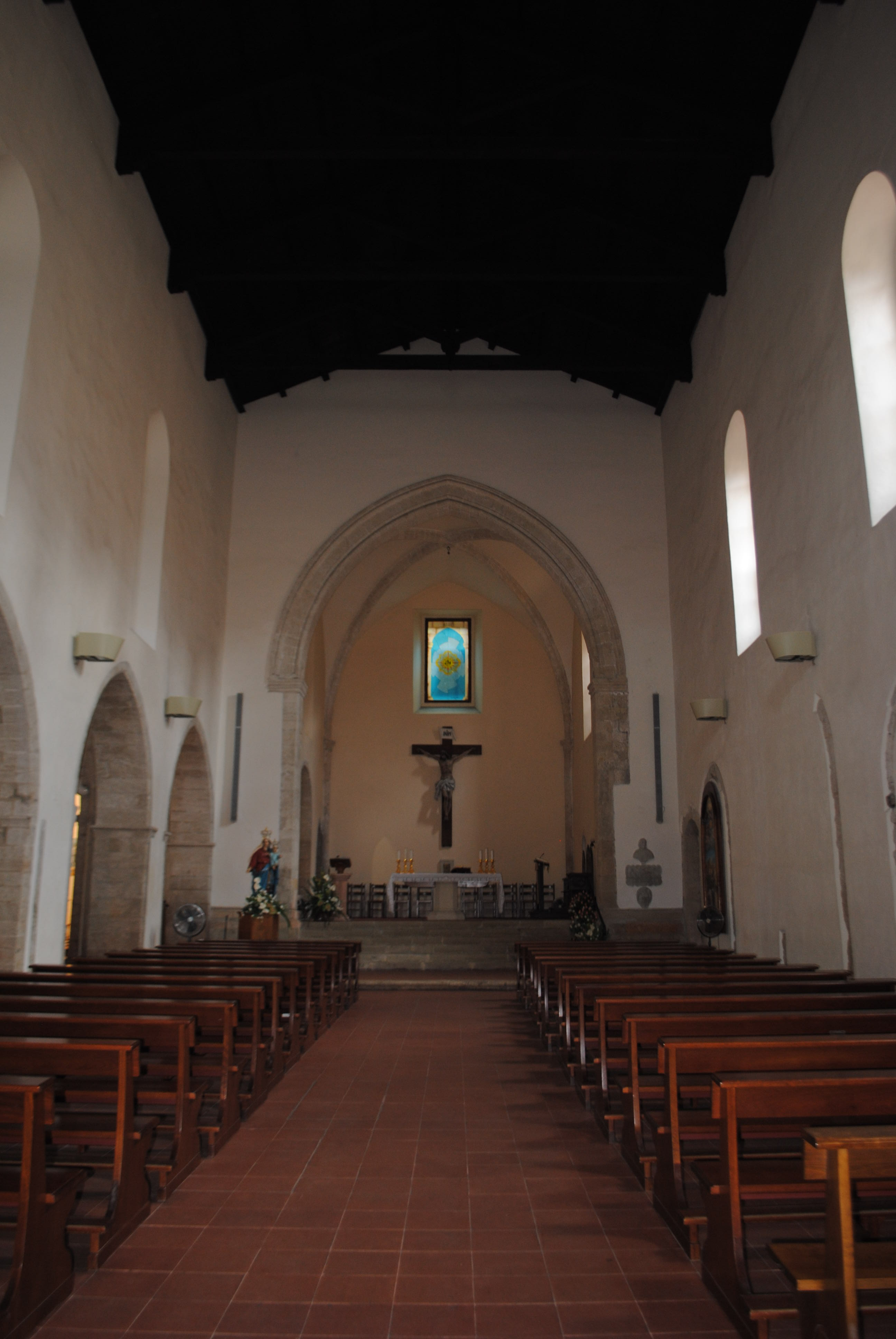
L'interno.

La navata centrale, che misura una trentina di metri di lunghezza ed una decina di metri di larghezza ed è la più grande delle due navate che costituiscono la chiesa, non è divisa in campate, è coperta da un tetto a capriate di legno a vista, ed è separata dalla navata sinistra da cinque archi ogivali che appoggiano su pilastri a sezione quadrangolare in arenaria.
La navata è illuminata da quattro monofore per lato, ma l'ultima monofora verso la controfacciata su entrambe le pareti è più corta: attualmente le monofore del lato sinistro sono cieche dopo la realizzazione avvenuta nell'Ottocento dell'auditorium posto sopra la navata sinistra.
Lungo le pareti della navata e sulla controfacciata sono stati messi in luce durante gli interventi degli anni novanta archi ciechi, sia ogivali che a tutto sesto, e tracce di pilastri non compatibili con l'attuale conformazione della chiesa, e dunque riferibili alla struttura della chiesa precedente all'arrivo dei frati minori osservanti nel 1436. Altre anomalie della struttura sono rappresentate dalla nicchia presente sulla parete sinistra della navata centrale tra gli archi della prima e della seconda campata, nella quale attualmente è collocata la statua marmorea di san Francesco d'Assisi di bottega siciliana del XVI secolo, e dalla singolare sezione del pilastro posto tra la quarta e la quinta campata rispetto agli altri pilastri.
Sulla parete di fondo della navata presso l'arco trionfale d'accesso al presbiterio sono collocati il busto, l'iscrizione e lo stemma di famiglia del nobile amanteota vescovo di Termoli Antonio Mirabelli.

##### La navata sinistra
La navata sinistra si presenta divisa in sei campate di cui la prima anomala, poiché è divisa dalla navata sinistra da un muro: il che ha fatto ipotizzare allo studioso Alessandro Tedesco che potesse trattarsi di una cappella cinquecentesca dell'arciconfraternita dell'Immacolata Concezione. In generale, c'è una certa disomogeneità tra le varie campate: al di là dello spessore dei pilastri, irregolare tra la prima e la seconda campata e fra la terza e la quarta, le ultime tre campate presentano una copertura a volta a crociera con costolonature in arenaria, mentre le prime tre sono prive di costolonature. Questo farebbe pensare che la navata sia frutto dell'unione di varie cappelle private di giuspatronato, ipotesi avvalorata dalla presenza degli stemmi delle famiglie nobiliari amanteote dei Carratelli e dei Di Lauro rispettivamente nella quinta e nella sesta campata e da un'iscrizione murata nella prima campata facente riferimento al nobile amanteota Tiberio Cavallo posta accanto ad un mascherone comunemente identificato con il Sol Invictus.
Dalla sesta campata attraverso una botola si accede all'unico ambiente sepolcrale ancora accessibile della chiesa, quello anticamente riservato ai frati minori osservanti. Infine, da notare che sopra le volte a crociera della navata sinistra è stato realizzato nell'Ottocento un auditorium, che venne coperto con un tetto a capriate di legno simile all'originale durante gli interventi del 1953. Nella prima campata è collocata una "Madonna col Bambino" di marmo di Carrara opera di Antonello Gagini, datata 1505 e commissionata da un tale Nicola d'Archomano cittadino amanteota: questa opera, per la ricchezza e la plasticità del panneggio e per il particolare effetto di alcune parti incompiute raggiunge "un esito espressivo ragguardevole", secondo lo studioso Enzo Fera. Il Gagini scolpì altre statue dello stesso soggetto anche a Mesoraca, Morano Calabro e Nicotera, prima di partire per Roma dove lavorò con Michelangelo Buonarroti alla tomba di papa Giulio II presso la basilica di San Pietro in Vincoli.
Prima degli interventi del 1953 la navata sinistra era arricchita da numerosi altari laterali marmorei, dei quali negli anni trenta si distinguevano quello della seconda campata e quello di santa Lucia da Siracusa, fatti di marmi verdi locali.

##### Il presbiterio
Il presbiterio, orientato verso est come nella tradizione paleocristiana e mendicante, è posto sei gradini più in alto rispetto al pavimento moderno della chiesa, ed è aperto da un grande arco trionfale ogivale in arenaria: è di pianta quadrangolare coperto da una volta a crociera con costolonature poggianti su capitelli a crochet o ad uncino tipici dell'architettura gotica, e non si presenta particolarmente luminoso, forse anche a causa dell'accecamento di una delle tre monofore che lo illuminavano, per via della costruzione ottocentesca dell'auditorium.
L'accesso dal presbiterio al coro è realizzato sulla parete settentrionale attraverso un semplice arco a tutto sesto, mentre sulla parete meridionale, oltre all'accesso alla sagrestia, si ha un esempio di nicchia-credenza per custodire le ampolline dell'acqua e del vino e le pissidi delle ostie da consacrare. durante la celebrazione eucaristica. La finestra rettangolare strombata posta sulla parete di fondo del presbiterio è occupata da una vetrata collocatavi negli anni novanta raffigurante il cristogramma IHS (simbolo di san Bernardino da Siena), con un sole a dodici raggi che sta per i dodici apostoli.

### L'oratorio dei Nobili

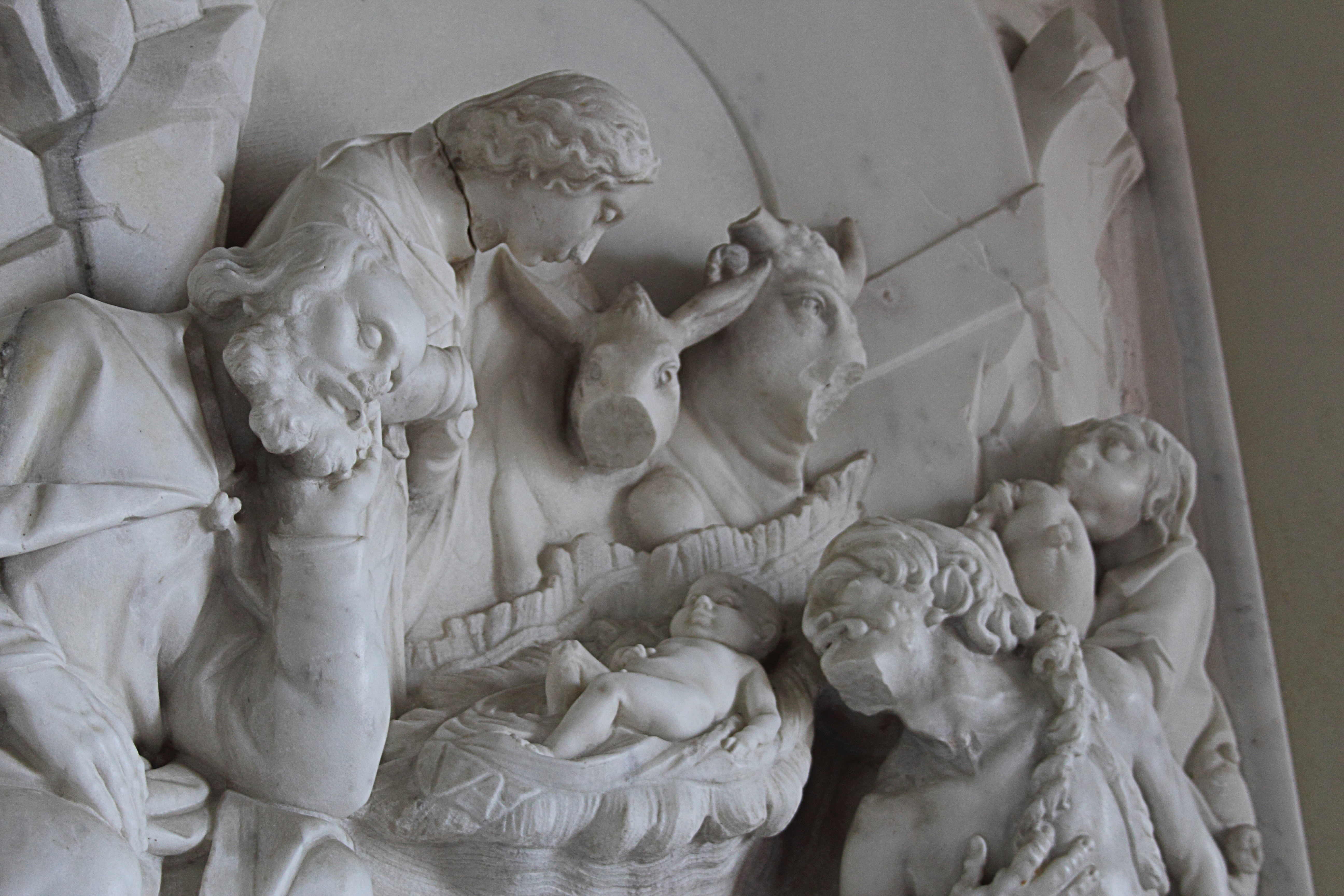
Particolare della pala con la Natività di Nostro Signore attribuita a Pietro Bernini o a Rinaldo Buonanno (XVI secolo).

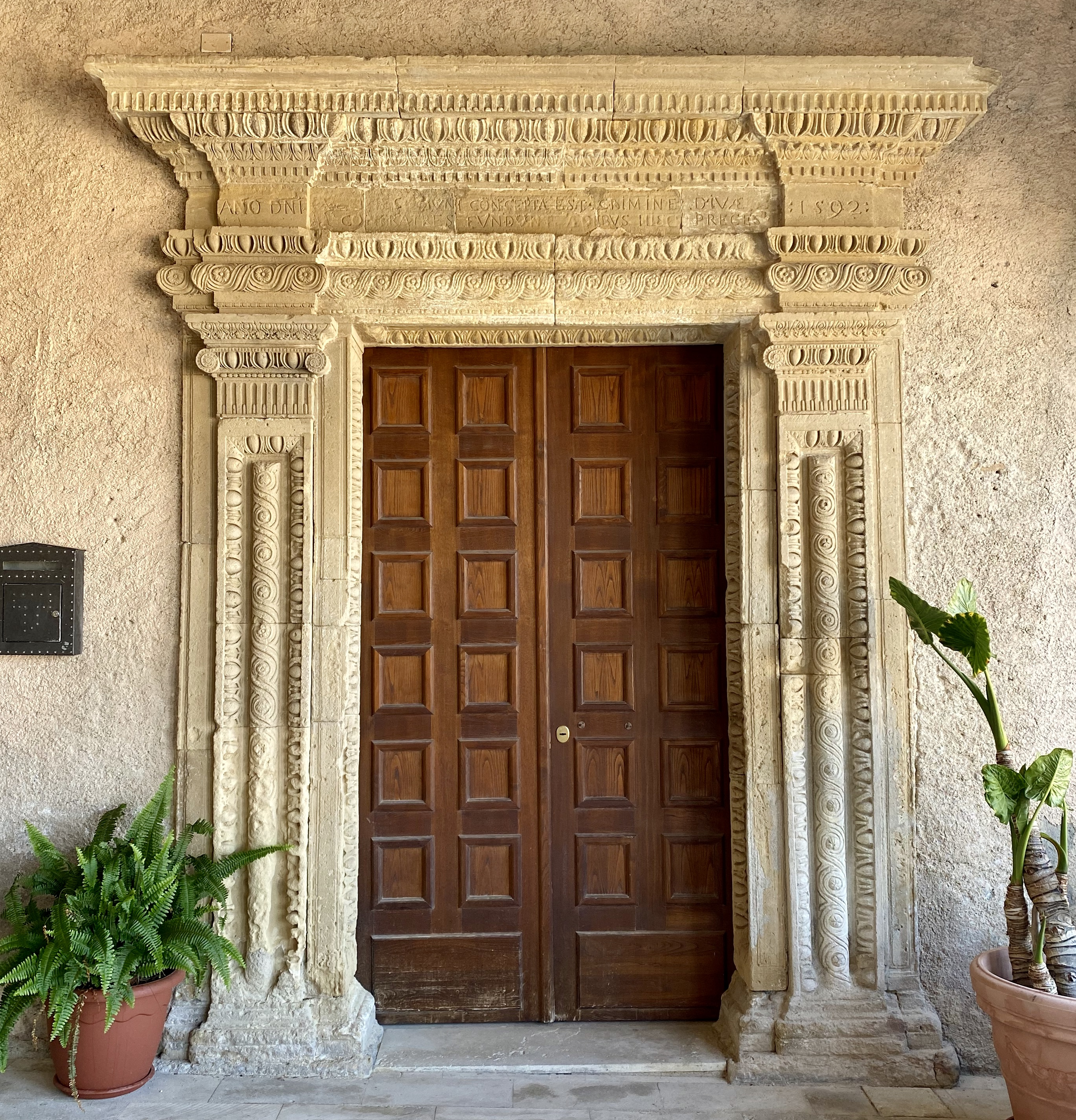
Il portale dell'Oratorio dei Nobili (agosto 2020).

L'oratorio dei Nobili è situato nell'angolo nord-ovest del convento: è formato da un'unica navata, ed è coperto da un soffitto piatto a travi di legno. L'illuminazione gli proviene da due finestroni posti sulla parete destra. Il piccolo luogo di culto venne costruito nel 1592, a giudicare dall'iscrizione mal leggibile sul fastoso portale d'ingresso sopra descritto, come luogo di riunione dell'arciconfraternita dell'Immacolata Concezione, destinata ai nobili della città. Il locale dell'oratorio è diviso da una sorta di arco trionfale che delimita l'area presbiteriale dall'area destinata ai fedeli: su quest'arco nel 2003 sono stati dipinti in due tavolette ovoidali un'immagine dell'Immacolata Concezione e lo stemma dell'arciconfraternita.
L'altare dell'oratorio è opera dello scultore messinese Pietro Barbalonga, al quale si deve la realizzazione delle paraste di ordine ionico e della piccola statua marmorea della Madonna col Bambino (detta "del pane") posta sopra l'architrave: quest'ultima però sarebbe attribuibile anche ad un anonimo artista calabrese del Trecento. Al centro dell'altare è collocata la "Natività di Nostro Signore", pala d'altare marmorea attribuita da Alessandro Tedesco a Pietro Bernini e da Alfonso Frangipane ed Enzo Fera a Rinaldo Bonanno: quel che è certo è che si tratta di un'opera del XVI secolo. Ai lati dell'altare, in due nicchie, è stato collocato il dittico marmoreo dell'Annunciazione di Francesco di Cristofano da Milano, commissionato nel 1491 dai frati.
Presso l'altare si conserva ancora un piccolo frammento dell'antico pavimento dell'oratorio e dell'intero complesso di San Bernardino, in ciottoli di mare bianchi e neri. Sempre sotto l'altare attraverso una botola si accede alla cripta dell'oratorio, che si estende sotto lo stesso per tutta la sua lunghezza. Lungo la navata sono apposti gli stemmi delle famiglie nobiliari amanteote storicamente membri dell'arciconfraternita: nel 2000 le famiglie rappresentate nell'arciconfraternita erano quelle degli Amato, dei Carratelli, dei Cavallo, dei Cavallo Marcello, dei Cavallo Marincola, dei Di Lauro, dei Mileti e dei Mirabelli Centurione.

### Il convento

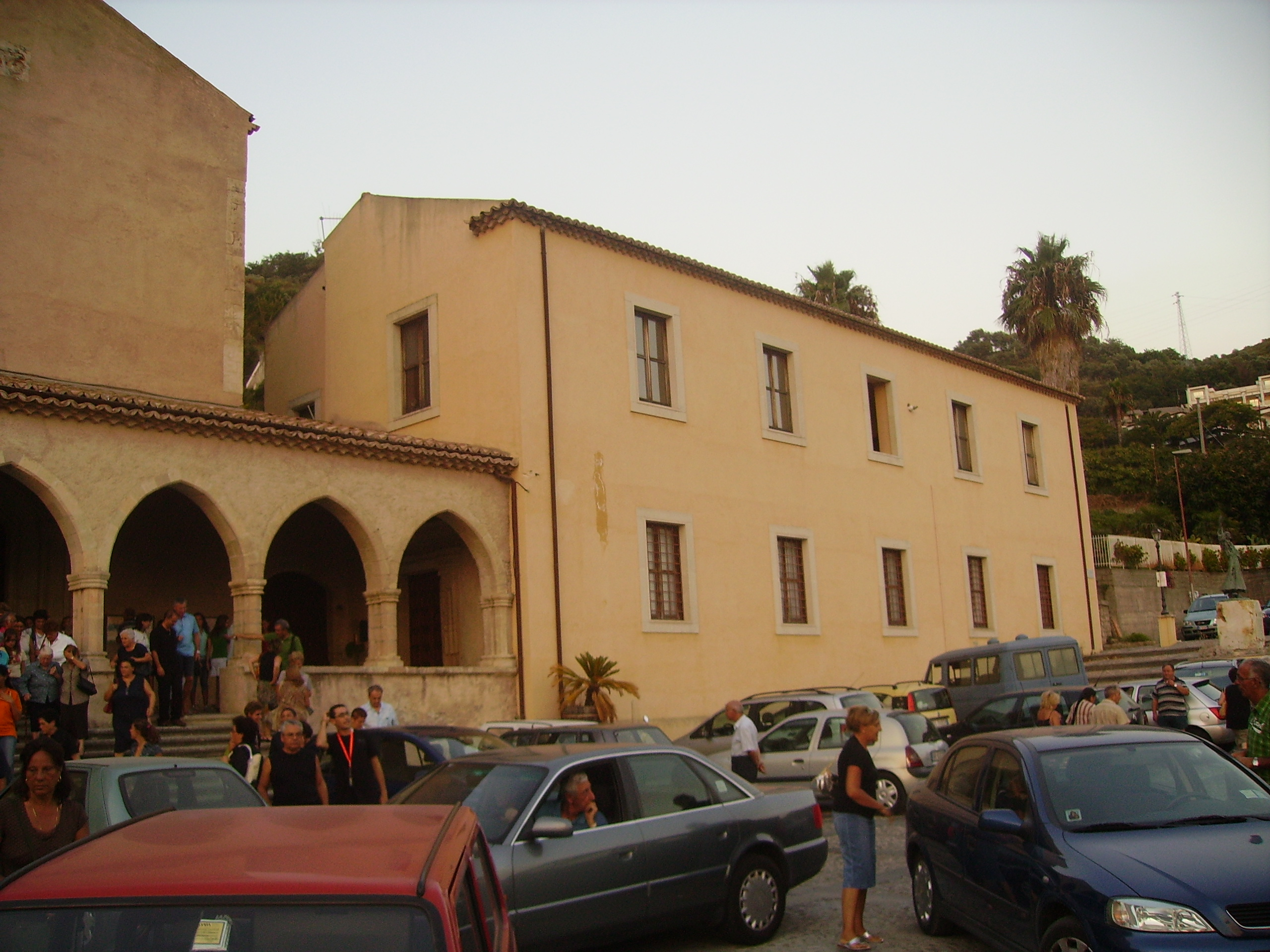
Il convento.

Il chiostro del convento è a pianta quadrangolare, delimitato per tre lati da arcate ogivali rette da pilastri a sezione quadrangolare in arenaria, e per il quarto verso la chiesa da arcate a tutto sesto su pilastri a sezione circolare di stile aragonese. Lo studioso Alessandro Tedesco nota come gli archivolti posti agli angoli del chiostro siano arricchiti da capitelli con motivi vegetali "di indiscutibile ispirazione classica".
Il convento è stato ristrutturato completamente negli anni novanta, in occasione del ritorno dei minori osservanti nel 1995: nel corso dei lavori, sono venute alla luce numerose testimonianze archeologiche che sono state rese visibili attraverso una copertura a pannelli di vetro sul pavimento del piano terra. Sono venute alla luce infatti murature e una fitta rete di canalizzazioni appartenenti probabilmente all'antico convento preesistente a quello dei Minori Conventuali.